# 邵国培
邵国培（1947年—），汉族。加入中国共产党。中国人民解放军少将。
曾担任中国人民解放军电子工程学院院长。
2008年，当选第十一届全国政协委员，代表教育界，分入第四十组。